# Campanulales
Campanulales е разред покритосеменни растения, използван в някои по-стари класификации. В системата на Кронкуист той включва 7 семейства:
- Pentaphragmataceae
- Sphenocleaceae
- Campanulaceae – Камбанкови
- Stylidiaceae
- Donatiaceae
- Brunoniaceae
- Goodeniaceae – Гоодениеви

В системата APG II те са включени в разред Asterales, с изключение на семейство Sphenocleaceae, което е част от разред Solanales.